# Pseudionella markhami
Pseudionella markhami är en kräftdjursart som först beskrevs av Adkison och Heard 1978.  Pseudionella markhami ingår i släktet Pseudionella och familjen Bopyridae. Inga underarter finns listade i Catalogue of Life.